# Lindenbeinsche Villa

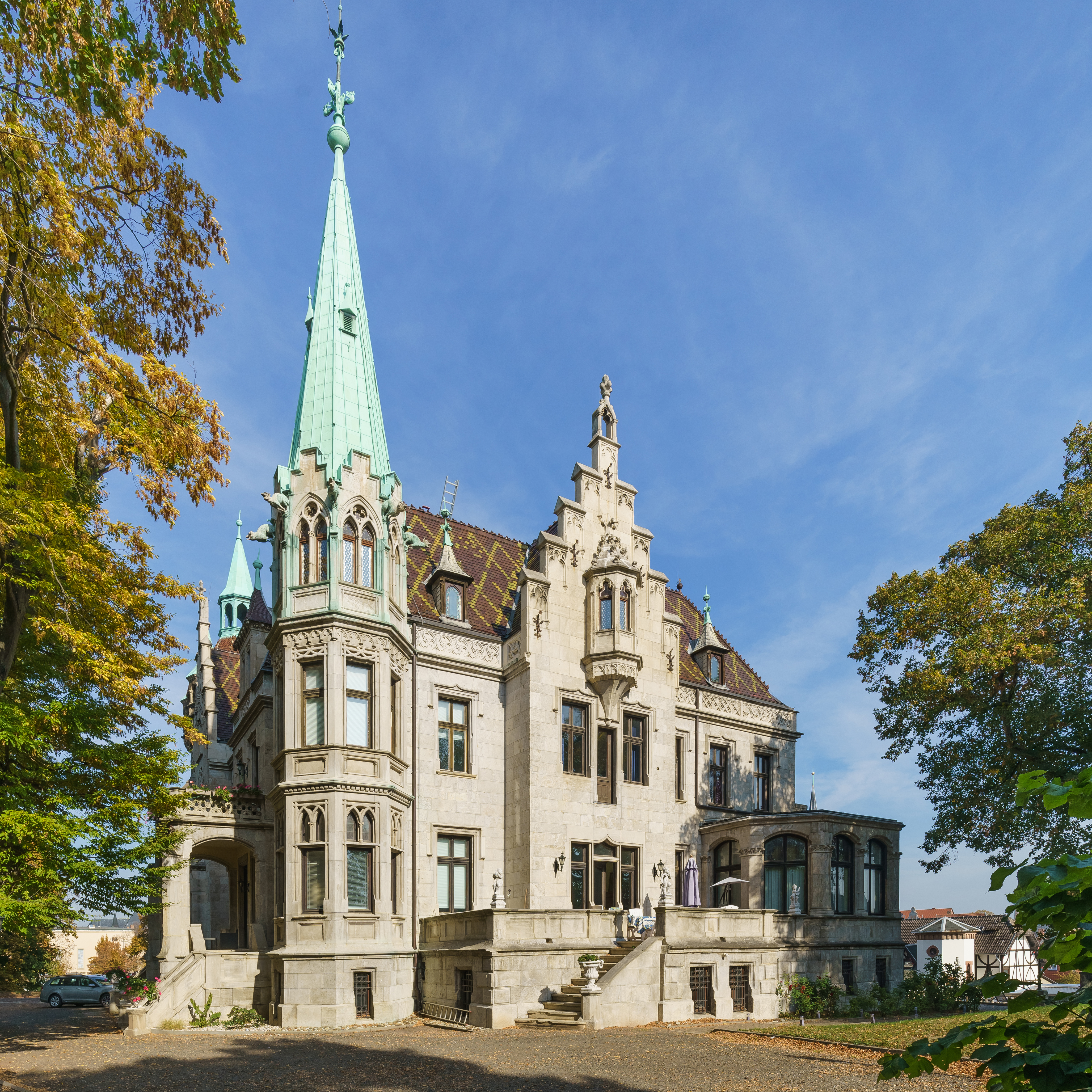
Lindenbeinsche Villa

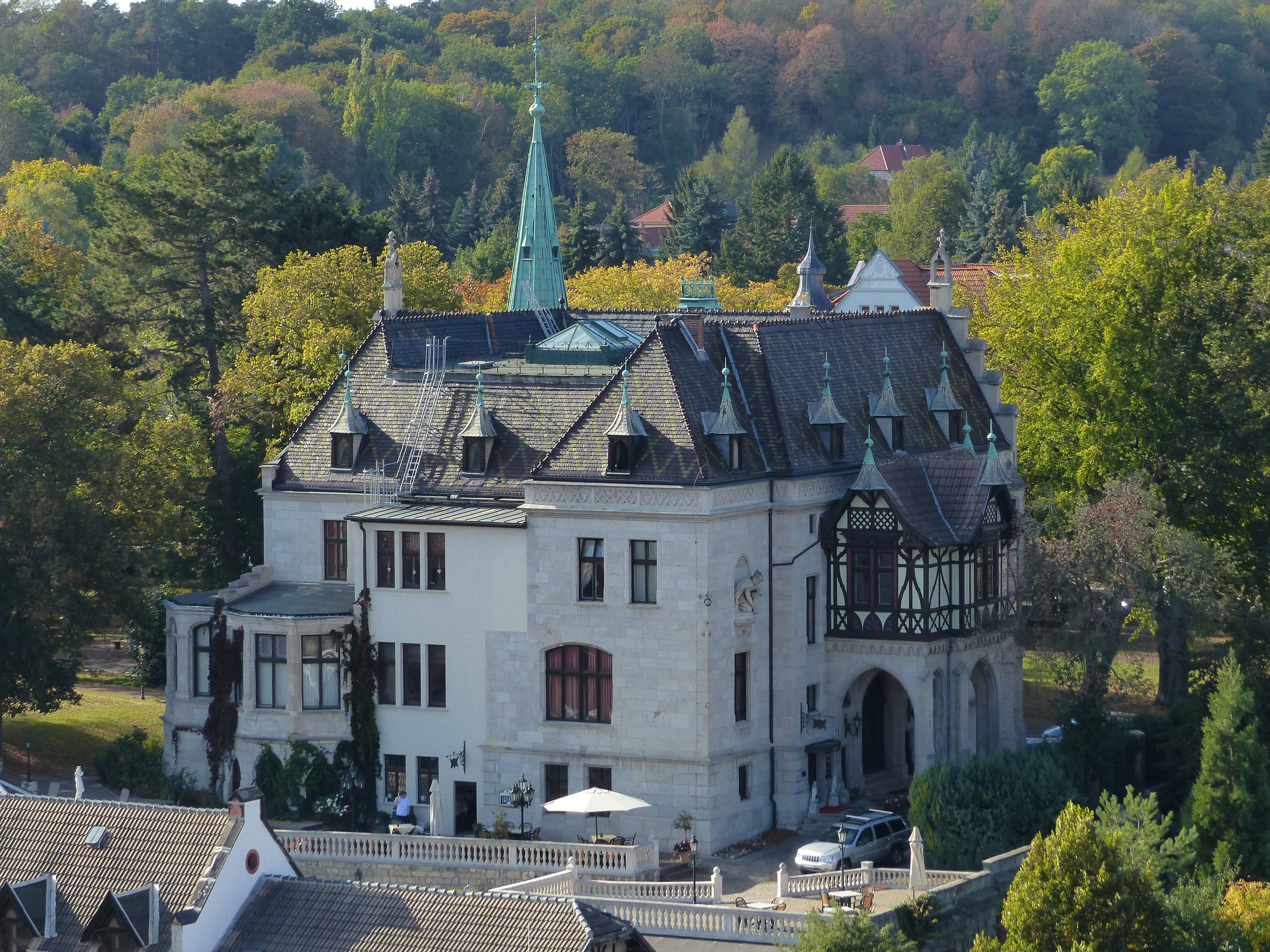
Blick von Nordosten

Die Lindenbeinsche Villa ist ein denkmalgeschütztes Gebäude in Quedlinburg in Sachsen-Anhalt. In der Villa wird das Schlosshotel Zum Markgrafen betrieben.

## Lage
Sie ist im Quedlinburger Denkmalverzeichnis als Villa eingetragen und befindet sich westlich der historischen Quedlinburger Altstadt auf der Ostseite der Wallstraße an der Adresse Wallstraße 96. Unmittelbar östlich des Gebäudes verläuft die historische Stadtmauer der Stadtbefestigung Quedlinburg. Nördlich der Villa steht der Lindenbeinsche Turm. Zum Grundstück der Villa gehört auch der etwas weiter südlich gelegene Pulverturm.

## Architektur und Geschichte
Die große Villa wurde im Jahr 1898 für den Rentier und ehemaligen Industriellen Georg Lindenbein nach einem Entwurf des Architekten Friedrich Staeding gebaut. Sie ist im Stil der Neogotik gestaltet. So verfügt das Gebäude über eine Bekrönung mit Zinnen, Staffelgiebel, Turmerker und polygonale Erker. Die Fassade besteht aus Werksteinen. Markant ist die mit Rauten verzierte Dacheindeckung.
Die Gestaltung der Grundstückseinfriedung orientiert sich an der Stadtmauer.
Das Haus wurde zur Bauzeit mit für die Zeit neuen technischen Einrichtungen ausgestattet. So wurde das Gebäude bereits elektrifiziert. Dafür wurde ein eigener Stromgenerator eingebaut. Darüber hinaus erhielt der Bau eine zentrale Schwerkraftheizung. Die diversen Bäder des Gebäudes verfügten bereits über fließend warmes und kaltes Wasser. In den Badräumen bestanden extra angefertigte dreidimensionale Fliesen. In das Haus wurden Speiseaufzüge und mehrere Sprachrohre zwischen den herrschaftlichen und den Dienstzimmern eingebaut. Als eines der ersten Gebäude Quedlinburgs erhielt das Haus dann auch bald einen Telefonanschluss. Abgeschlossen war der Bau des Hauses im Jahr 1904.
Der repräsentative Bau war Ort von Festen und Empfängen. Die Familie Lindenbein besaß das Haus bis 1941. Den Zweiten Weltkrieg überstand das Gebäude ohne größere Schäden. Im Jahr 1945 wurde in der Villa die sowjetische Kommandantur eingerichtet.
1965 wurde das Haus Sitz der Weberei Kaiser & Co. Die 70 Mitarbeiter beschäftigende Weberei baute schwere Anlagen und Maschinen in der Villa ein. Dafür wurden Balkone entfernt und Teile der Fassade beschädigt. Im Zuge dieser Nutzung ergaben sich auch größere Schäden an der Inneneinrichtung. Die hölzernen Decken und Fußböden wurden beschädigt. Wandmalereien und Stuckarbeiten zerstört. In dieser Zeit erfolgten kaum Erhaltungsarbeiten.
Nach einigen Jahren wurde die Villa dann zum Haus des Handwerks umgenutzt. Diese Nutzung dauerte zehn Jahre an, bis die Villa zum Haus der Deutsch-Sowjetischen Freundschaft wurde.
Ab 1989 stand die Villa leer. Es kam zu Einbrüchen, Diebstählen und Vandalismus, die zu erheblichen Verlusten bei der bauzeitlichen Inneneinrichtung führten. 1995 übernahm die Familie Wobst das Anwesen. Es erfolgte eine sich über sechs Jahre erstreckende Sanierung des Gebäudes. In dieser Zeit wurde auch der verwilderte Park wieder hergerichtet und die ursprüngliche Wegeführung hergestellt. Im 12.000 m² großen Park befinden sich noch einige Bäume aus der Bauzeit der Villa. So stehen im Park der größte Ginkgobaum der Umgebung und alte Schwarzkiefern und Spitzeichen.
Das heutige Hotel verfügt über zwölf Zimmer, Restaurant, Cafe, Weinkeller und Bar. Im Inneren sind noch heute viele bauzeitliche Einrichtungen vorhanden. Es besteht eine große Diele mit Treppe zu einer umlaufenden Galerie. Darüber hinaus sind auch viele Wandbemalungen, Fliesen und Kamine erhalten. Bemerkenswert sind die neogotischen Holzarbeiten im Bereich der Treppe und an der Holzdecke im Großen Salon. Im Keller besteht ein als Kapelle bezeichnetes Gewölbe.